# Erwin Lutwak
Erwin Lutwak (* 9. Februar 1946 in Czernowitz) ist ein amerikanischer Mathematiker. Lutwak ist Professor emeritus am Courant Institute of Mathematical Sciences der New York University in New York City.  Seine Forschungsschwerpunkte sind die Konvexgeometrie und ihre Verbindungen mit der Analysis und der Informationstheorie.

## Werdegang
Lutwak verbrachte seine Kindheit in der Sowjetunion, Rumänien, Israel, Italien und Venezuela, bis er im Alter von 10 Jahren nach Brooklyn kam. Er studierte am Polytechnic Institute of Brooklyn, der heutigen New York University Tandon School of Engineering und schloss dort 1968 seinen B.S., 1972 seinen M.S. and 1974 seinen Ph.D. ab. Sein Doktorvater war Heinrich Walter Guggenheimer. Bevor er Professor am Courant Institute der NYU wurde, war er Professor an der New York University Tandon School of Engineering. Seine erste Stelle hatte er 1975 am Polytechnic Institute of New York (welche aus dem Zusammenschluss des Polytechnic Institute of Brooklyn und der NYU School of Engineering entstanden war).
Er ist Mitglied im Editorial Board der Advances in Mathematics, des Canadian Journal of Mathematics, des Canadian Mathematical Bulletin, und der Cambridge University Press Encyclopedia of Mathematics and its Applications. Er ist Honorary Editor bei Advanced Nonlinear Studies (De Gruyter).
Lutwak wurde 2012 Inaugural Fellow of the American Mathematical Society  und 2014 wurde ihm ein Ehrendoktorat der TU Wien verliehen.

## Forschung
Erwin Lutwak ist bekannt für seine duale Brunn-Minkowski-Theorie,  seine Definition des Schnittkörpers und seine Beiträge zur Lösung des Busemann-Petty-Problems, für seinen Beweis der lange vermuteten Oberhalbstetigkeit der Affinoberfläche, seine Beiträge zur Lp-Brunn-Minkowski-Theorie und, insbesondere, sein Lp-Minkowski-Problem und dessen Lösung in wichtigen Fällen.